# 칼라이나우
바자라크(다리어: قلعه نو)은 아프가니스탄 바드기스주의 주도이다.